# Привозная улица (Одесса)
Привозная улица — улица в Одессе, в исторической части города, от Екатерининской до Преображенской улицы.

## История
Возникла в первой половине XIX века как проезд по рыночной площади Привоз параллельно Пантелеймоновской улице после возведения новых мясных рядов при обустройстве рынка. Поначалу товар продавали прямо по привозу (отсюда и название). Мясные ряды застраивались с 1806 года, щепные — с 1809, новые рыбные — с 1818.